# 莊馥華
莊馥華（1984年—），臺灣臺中市人，多重障礙詩人、作家。
莊馥華出生於臺中的小康家庭，10歲時因家中失火，吸入過多一氧化碳導致腦部受傷，從此失去視覺、說話與行動能力。

## 著作
- 海天浪:莊馥華的詩和生命故事

## 外部連結
- 勇士之歌：莊馥華 （页面存档备份，存于）